# Bissey-la-Côte
Bissey-la-Côte est une commune française située dans le canton de Châtillon-sur-Seine du département de la Côte-d'Or, en région Bourgogne-Franche-Comté.

## Géographie

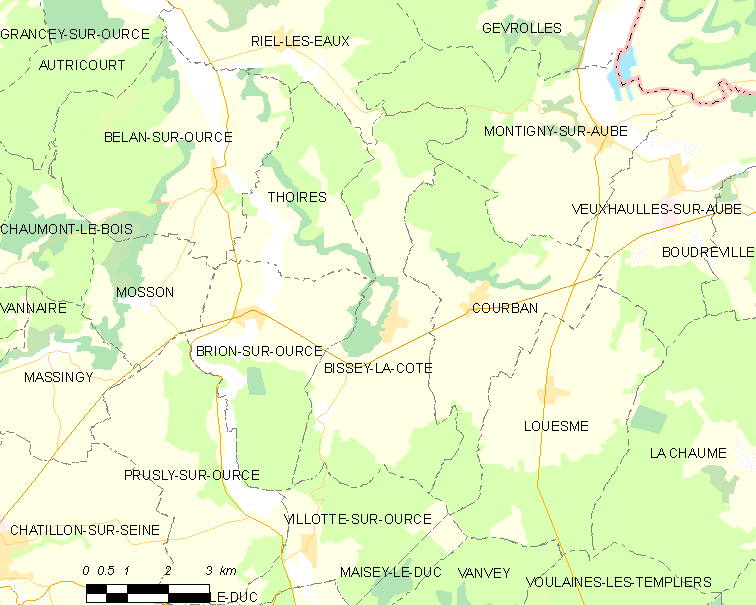

La commune, d'une superficie de 20 km2, est située au nord de la Côte-d'Or.

### Accès
Bissey-la-Côte est à proximité immédiate de la départementale 965 reliant Chaumont à Tonnerre.

### Hydrographie
Le ruisseau des Ainguets est le principal cours d'eau parcourant la commune.

### Climat
Pour des articles plus généraux, voir Climat de la Bourgogne-Franche-Comté et Climat de la Côte-d'Or.
En 2010, le climat de la commune est de type climat des marges montargnardes, selon une étude du Centre national de la recherche scientifique s'appuyant sur une série de données couvrant la période 1971-2000. En 2020, Météo-France publie une typologie des climats de la France métropolitaine dans laquelle la commune est exposée à un climat océanique altéré et est dans la région climatique  Lorraine, plateau de Langres, Morvan, caractérisée par un hiver rude (1,5 °C), des vents modérés et des brouillards fréquents en automne et hiver. 
Pour la période 1971-2000, la température annuelle moyenne est de 10,2 °C, avec une amplitude thermique annuelle de 16,1 °C. Le cumul annuel moyen de précipitations est de 904 mm, avec 12,9 jours de précipitations en janvier et 8,9 jours en juillet. Pour la période 1991-2020, la température moyenne annuelle observée sur la station météorologique de Météo-France la plus proche, « Châtillon/Seine », sur la commune de Châtillon-sur-Seine à 12 km à vol d'oiseau, est de 10,8 °C et le cumul annuel moyen de précipitations est de 832,8 mm,. Pour l'avenir, les paramètres climatiques de la commune estimés pour 2050 selon différents scénarios d'émission de gaz à effet de serre sont consultables sur un site dédié publié par Météo-France en novembre 2022.

## Urbanisme

### Typologie
Au 1er janvier 2024, Bissey-la-Côte est catégorisée commune rurale à habitat dispersé, selon la nouvelle grille communale de densité à 7 niveaux définie par l'Insee en 2022.
Elle est située hors unité urbaine. Par ailleurs la commune fait partie de l'aire d'attraction de Châtillon-sur-Seine, dont elle est une commune de la couronne,. Cette aire, qui regroupe 60 communes, est catégorisée dans les aires de moins de 50 000 habitants,.

### Occupation des sols
L'occupation des sols de la commune, telle qu'elle ressort de la base de données européenne d’occupation biophysique des sols Corine Land Cover (CLC), est marquée par l'importance des territoires agricoles (59,7 % en 2018), en augmentation par rapport à 1990 (58,8 %). La répartition détaillée en 2018 est la suivante : terres arables (58,4 %), forêts (38,6 %), zones urbanisées (1,7 %), zones agricoles hétérogènes (1,3 %). L'évolution de l’occupation des sols de la commune et de ses infrastructures peut être observée sur les différentes représentations cartographiques du territoire : la carte de Cassini (XVIIIe siècle), la carte d'état-major (1820-1866) et les cartes ou photos aériennes de l'IGN pour la période actuelle (1950 à aujourd'hui).

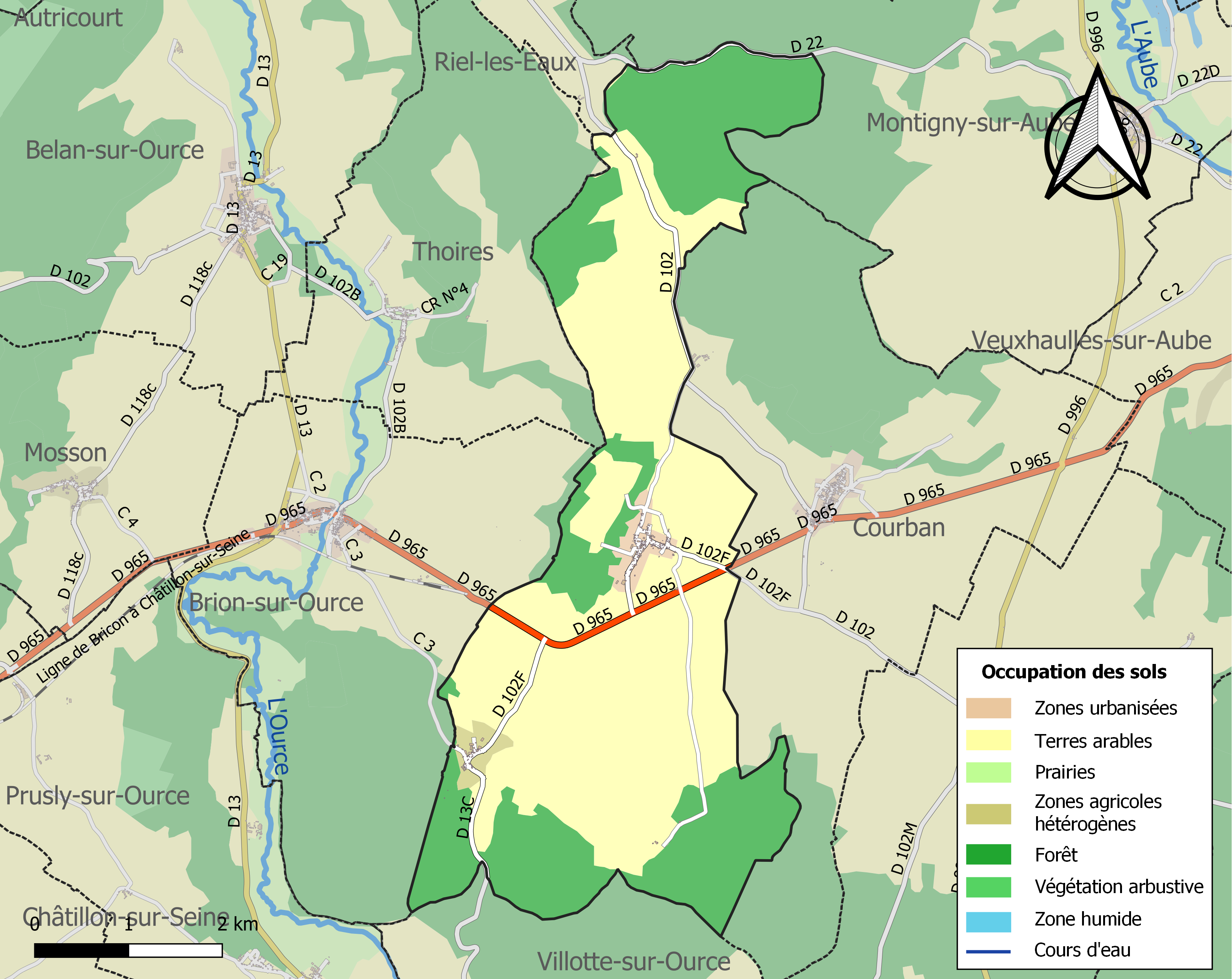
Carte des infrastructures et de l'occupation des sols de la commune en 2018 (CLC).

## Histoire

### Antiquité
Bissey se trouve sur la voie romaine Langres-Auxerre. Le vestige trouvé est un bracelet de bronze daté de l'Âge du Fer.

### Moyen Âge
Au XIIIe siècle, Thibault de Bissey cède une partie de son domaine aux Templiers d'Epailly qui y établissent une petite commanderie dont il subsiste une grange à la ferme de Brise¨Tête. La commanderie passe le siècle suivant aux Hospitaliers qui partagent les droits sur le hameau du Layer avec l'abbaye de Pothières.

### Époque moderne
Le château semble dater de la fin du XVIe siècle alors que Michel de Sèvre, grand prieur des Hospitaliers, affranchit les habitants en 1580.

## Politique et administration
| Période                                  | Période       | Identité                     | Étiquette | Qualité |
| ---------------------------------------- | ------------- | ---------------------------- | --------- | ------- |
| mars 2001                                | en cours 2001 | René Cartheret Gilbert Théry |           |         |
| Les données manquantes sont à compléter. |               |                              |           |         |

## Démographie
L'évolution du nombre d'habitants est connue à travers les recensements de la population effectués dans la commune depuis 1793. Pour les communes de moins de 10 000 habitants, une enquête de recensement portant sur toute la population est réalisée tous les cinq ans, les populations de référence des années intermédiaires étant quant à elles estimées par interpolation ou extrapolation. Pour la commune, le premier recensement exhaustif entrant dans le cadre du nouveau dispositif a été réalisé en 2008.

En 2022, la commune comptait 132 habitants, en évolution de +6,45 % par rapport à 2016 (Côte-d'Or : +0,82 %, France hors Mayotte : +2,11 %).
| 1793 | 1800 | 1806 | 1821 | 1831 | 1836 | 1841 | 1846 | 1851 |
| ---- | ---- | ---- | ---- | ---- | ---- | ---- | ---- | ---- |
| 400  | 271  | 421  | 437  | 415  | 411  | 421  | 395  | 383  |

| 1856 | 1861 | 1866 | 1872 | 1876 | 1881 | 1886 | 1891 | 1896 |
| ---- | ---- | ---- | ---- | ---- | ---- | ---- | ---- | ---- |
| 348  | 339  | 322  | 329  | 287  | 267  | 274  | 258  | 255  |

| 1901 | 1906 | 1911 | 1921 | 1926 | 1931 | 1936 | 1946 | 1954 |
| ---- | ---- | ---- | ---- | ---- | ---- | ---- | ---- | ---- |
| 244  | 220  | 208  | 173  | 180  | 159  | 161  | 156  | 155  |

| 1962 | 1968 | 1975 | 1982 | 1990 | 1999 | 2006 | 2008 | 2013 |
| ---- | ---- | ---- | ---- | ---- | ---- | ---- | ---- | ---- |
| 154  | 129  | 134  | 133  | 121  | 120  | 100  | 94   | 116  |

| 2018 | 2022 | - | - | - | - | - | - | - |
| ---- | ---- | - | - | - | - | - | - | - |
| 124  | 132  | - | - | - | - | - | - | - |

## Culture locale et patrimoine

### Lieux et monuments
- Chapelle Sainte-Madeleine  Inscrit MH (1976)[17] au hameau du Layer-sur-Roche.
- Église de la Nativité de Notre-Dame construite en 1828 par Tridon[18]. Deux statues remarquables en bois polychrome du XVIIIe siècle : saint Nicolas et Vierge à l'Enfant.

### Héraldique
| Blason de Bissey-la-Côte | Blason  | D'azur aux trois épis de blé d'or rangés en fasce, au chef de gueules chargé d'une croix de Malte d'argent.                                                    |
| Blason de Bissey-la-Côte | Détails | * Il y a là non-respect de la règle de contrariété des couleurs : ces armes sont fautives (gueules sur azur). Le statut officiel du blason reste à déterminer. |